# Altwiller
Altwiller település Franciaországban, Bas-Rhin megyében. Lakosainak száma 374 fő (2022. január 1.). Altwiller Bissert, Honskirch, Vibersviller, Vittersbourg, Diedendorf, Harskirchen és Hinsingen községekkel határos.

## Népesség
A település népességének változása:
| Lakosok száma | 418  | 417  | 419  | 395  | 384  | 380  | 377  | 375  | 374  |
|               | 2013 | 2015 | 2016 | 2017 | 2018 | 2019 | 2020 | 2021 | 2022 |